# 寺廻太
寺廻 太（てらまわり ふとし、1958年1月22日 - ）は、日本の元男子バレーボール選手、指導者。広島県安芸郡坂町出身。元バレーボール全日本男子監督。明治大学政経学部政治学科卒業。マネジメント契約先はスポーツビズ。

## 来歴
崇徳高のエースプレーヤーとして、1975年、春高バレー・高校総体・国体の高校三冠を達成。明治大学ではセンタープレーヤーとして活躍し、1980年日本電気（現NEC）男子バレーボール部に入部。日本リーグでオールラウンドプレーヤーとして活躍した。
1987年コーチに専任し、翌1988年、監督に昇格するとチームをVリーグ3度、全日本選手権4度の優勝に導き、若き名将としてその名を馳せる。
1996年アトランタ五輪後、全日本男子の復活を期す切り札として、抜群の統率力と斬新さが評価され全日本監督に招聘される。シドニー五輪予選では、粘りの試合を見せるも出場は叶わず、最終戦をもって監督を退任。
その後、再び現場で指揮を取るため、海外へのコーチ留学を志し、2000年韓国プロリーグの強豪チーム、三星火災（サムソン）へプロコーチとして就任。 2001年は3ヶ月をかけ、イタリアセリエA、フランスプロA、両リーグにおいて単身コーチ留学を経験。2002年からはチャイニーズ・タイペイの監督となり、半年で全日本チームに勝利するまでに育て上げた。
退任後は、地元広島を中心に、各地で「寺廻塾」や「バレーボールクリニック」を開催、また春高バレーのコーチや講演等でバレーボールの普及に尽力。ワールドカップなど、バレー中継での解説で活躍した。
2005年、Vリーグ（プレミアリーグ）女子JTマーヴェラスの監督に就任。初めての女子チームの監督に戸惑い、初年度の第12回Vリーグは下位に終わるが、翌年2006-07Vプレミアリーグでは、チームを決勝ラウンドに導き、決勝で久光製薬に敗れるもチーム初となる準優勝に躍進させた。
デサントとアドバイザリースタッフ契約を締結した。2009年5月、JTマーヴェラスの監督を退任。　2011年8月、V・チャレンジリーグのPFUブルーキャッツの監督に就任。
2018年、日本バレーボール協会女子強化委員長就任に就任。そのため、PFUの監督を退任。女子強化委員長は2020年まで務めた。

## 全日本男子監督時の不運
- 1997年に全日本男子監督に就任。日本バレー史上初となった五輪出場を逃した直後であったためかなり注目されたが、ワールドリーグの参戦や国別対抗戦（日ロ対抗、日米対抗等）を行わず、利益目的の紅白戦のみを行った。
- 1998年の世界バレーでは開催国でありながら、2次リーグで敗退し大会終了後、テレビ解説を行っていた大古誠司からミュンヘンの栄光に泥を塗った[5]と言われた。
- 選手の入れ替わりが例年以上に激しく、レギュラーメンバーを固定することができなかった。

## 所属チーム
選手
- 崇徳高等学校
- 明治大学
- 日本電気（1980-1987年）

指導者
- 日本電気・NECブルーロケッツ（1987-1996年）
- 男子日本代表（1997-2000年）
- 三星火災（2000-2001年）
- チャイニーズタイペイ男子代表（2002年）
- JTマーヴェラス（2005-2009年）
- PFUブルーキャッツ（2011-2018年）